# Свято-Троицкий собор (Барыш)
Свято-Троицкий собор — православный храм в городе Барыш, кафедральный собор Барышской епархии Русской православной церкви. С 1990 года памятник истории и культуры РФ.

## История
Храм был построен прихожанами в 1754 году в селе Троицкое-Куроедово (ныне в черте города Барыш). Двух-престольный храм: главный (холодный) во имя Живоначальной Троицы и в трапезном приделе (тёплый) — в честь Успения Божией Матери. Причт состоял из священника, диакона и псаломщика.
В июле 1893 году, проезжая через село, перед приходским храмом останавливался великий князь Пётр Николаевич, где его встречала толпа народа. Приходский священник о. Родников имел счастье поднести Его Высочеству от лица прихожан хлеб-соль.
В 1900—1905 гг. был построен придел в честь Успения Пресвятой Богородицы.
В 1935 году храм был закрыт и частично разрушен: снесены колокольня и купола, обрушены своды храма. В дальнейшем здесь располагался пищекомбинат, позже — магазины, пивная.
В 1990 году здание было возвращено Церкви, возобновлены Богослужения. Решением Исполнительного комитета Ульяновского областного Совета народных депутатов «О мерах по улучшению работы по охране памятников истории и культуры в Ульяновской области» № 79 от 12.02.1990 года, признан памятником истории, градостроительства и архитектуры.
В 1991 году были начаты ремонт и реставрация храма, воссозданы купола и колокольня, построено здание воскресной школы, Дом милосердия, водосвятная часовня, комплекс хозяйственных построек: квартира для священнослужителей, просфорная, гараж и котельная.
В 1996 году был построен придел в честь святых мучениц Веры, Надежды, Любови и матери их Софии.
В марте 2011 года на колокольне храма обновили церковные колокола.
С 2012 года, с созданием Барышской епархии, Свято-Троицкий храм получил статус собора.
24 октября 2013 года на собор был установлен новый купол.

## Духовенство
Список настоятелей и духовенства храма:
- священник Иоаким Иванов (1791—1800)
- священник Никита Андреев (1800—1824)
- священник Маркелл Матвеевич Драгомантов (1824—1857), дед епископа Антония (Флоренсова)[10]
- протоиерей Александр Михайлович Керенский (1857—1881), с 16.01.1881 года переведён в Смоленскую церковь г. Симбирск, родной брат Ф. М. Керенскому, родной дядя А. Ф. Керенского)[11][12][13]
- протоиерей Пётр Никанорович Родников (1881—1912)
- священник Владимир Талантов (1912—1921)
- протоиерей Михаил Васильевич Тихов (1921—1935; расстрелян 22 января 1938 г.)[14]

1935—1990 — закрытие церкви.
- схиигумен Алексий (Косых)
- протоиерей Игорь Эдуардович Ваховский (1992; † 2019)
- схиигумен Агафангел (Семёнов) (2000; † 2014)[15]
- диакон Виссарион Стефанович Грезнов (1900—1909)
- диакон Николай Люстров (1910—1911).

На сегодняшнее время духовенство состоит из:
- Настоятель епископ Филарет (Коньков)
- Ключарь Собора иеромонах Даниил (Сергей Михайлович Селеверстов)
- Иерей Евгений Михайлович Трофимов
- Диакон Валерий Викторович Шигаев
- Диакон Андрей Геннадьевич Кирюшин

## Приписные храмы
- Жен-мироносиц, молитвенная комната на швейной фабрике г. Барыш[16]
- Пантелеимона Целителя, при районной больнице[17]

## Престольный праздник
День Святой Троицы — 28.08, 30.09

## Галерея

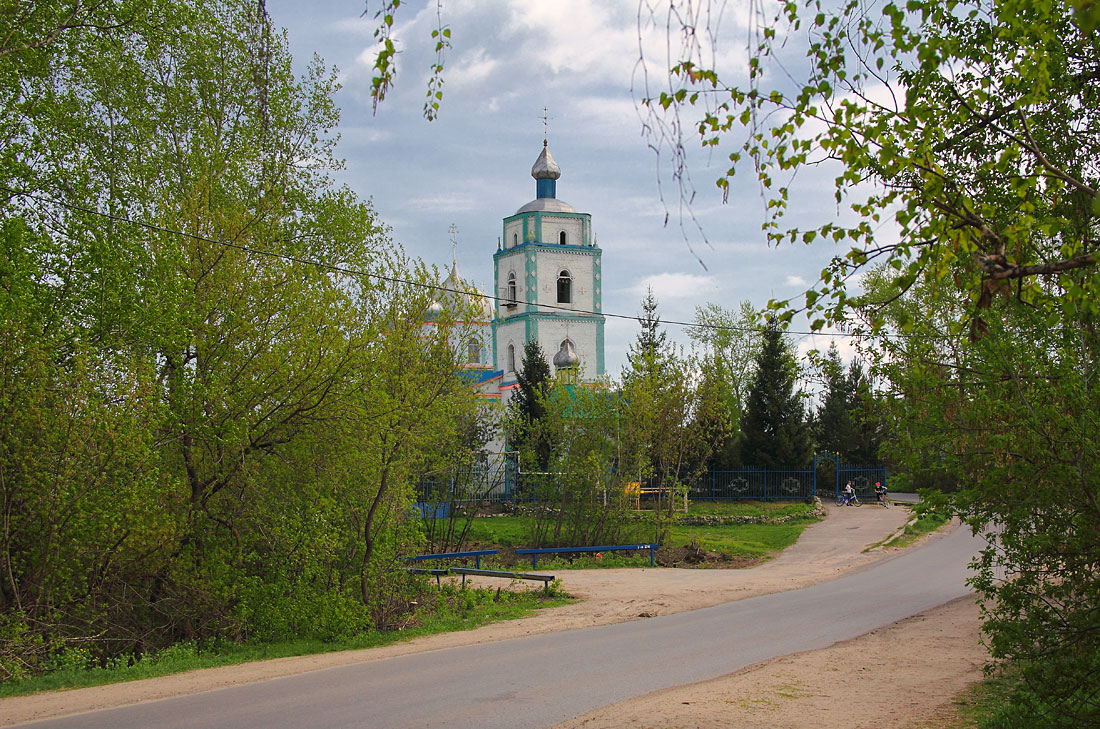
Свято-Троицкий кафедральный собор (2013)
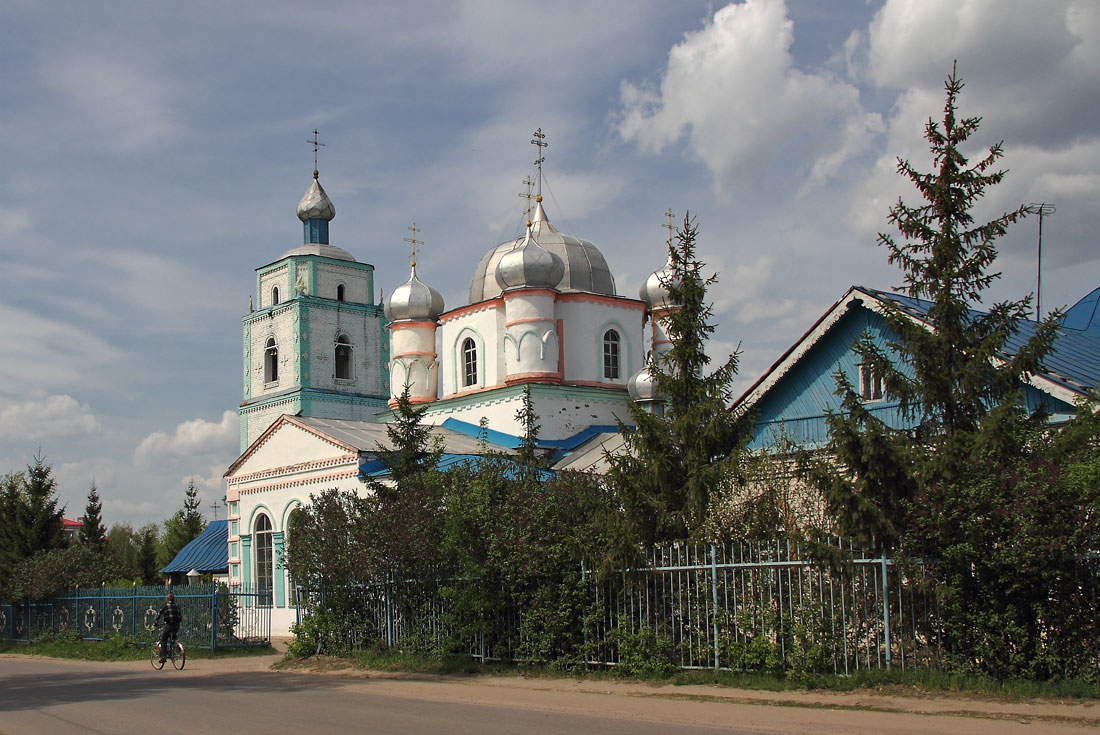
Свято-Троицкий кафедральный собор (2013)